# Wapen van Mechelen

Wapen van de stad Mechelen

Het wapen van Mechelen is op 7 oktober 1986 toegekend aan de Belgische stad Mechelen. Het huidige wapen is toegekend ter vervanging van het eerdere wapen van 18 december 1841. 
Heden is het het wapen van de stad en de gemeente.

## Geschiedenis van het wapen
Het vorige wapen van Mechelen had hetzelfde schild, het motto was toen nog in het Latijn (In fide constans) en er waren nog geen schildhouders. Wel waren er bij het oude wapen een helmteken, een gouden draak, en een kroon. Het huidige wapen heeft het motto nog steeds, echter nu in het Nederlands: In trouwen vast. 
In de 16e en 17e eeuw werd de adelaar in het hartschild ook wel afgebeeld met twee koppen, gelijk aan de rijksadelaar. Deze voorstelling is echter nooit officieel gebruikt.

## Herkomst van het wapen
Het wapen is afkomstig van het wapen van de familie Berthout, heren van Mechelen tijdens de 12e en 13e eeuw. In 1490 gaf Keizer Frederik III de stad toestemming om een stadswapen te voeren met daarop de keizerlijke adelaar. Datzelfde jaar nog maakte Mechelen gebruik van dat recht en voerde een nieuw wapen in. Het nieuwe wapen vertoonde twee griffioenen als schildhouders, het zijn de schildhouders van de Oostenrijkse Habsburgers, de keizerlijke familie van het Heilige Roomse Rijk. Het motto stamt ook uit deze tijd.

### Legendes
Over de herkomst van de strepen gaan verschillende legendes. Een van de legendes verhaalt dat Wouter Berthout tot drie maal antwoord gaf aan oproepen van de Koning van Aragon om ten strijde te trekken tegen de Saracenen die zijn land binnenvielen. Na de drie gevechten werd Wouter elke keer opgeroepen om bij de koning langs te komen om beloond te worden. Bij de derde keer vroeg de koning wat Wouter als beloning wilde, deze antwoordde dat hij het wapen van Aragon wilde voeren als persoonlijk wapen. De koning gaf hem toestemming om drie rode palen op een goud veld te voeren, als teken voor de drie gevechten die hij heeft gevoerd.
Wat Wouter Berthout bij de eerste twee keer aangeboden kreeg verschilt per versie, evenals het aantal strepen dat Aragon in eerste instantie voerde. Dit kunnen er zeven zijn (zeven gevechten met de Saracenen in totaal) of negen. In dat laatste geval vraagt Wouter Berthout om een derde van het wapen van Aragon te mogen voeren.

## Afbeeldingen

Berthout van Mechelen, Wapenboek Beyeren voor 1405
Henric van Mechelen, Wapenboek Beyeren
Het provinciewapen van Antwerpen